# 三重県道576号宇治山田港線
三重県道576号宇治山田港線（みえけんどう576ごう うじやまだこうせん）は、三重県伊勢市を通る一般県道である。

## 概要
伊勢市一色町から伊勢市通町に至る。
勢田川河口の西岸にほぼ沿ったかたちで走っている。制定当初は、勢田川（伊勢市神社港から同市一色町まで）を渡る水路「一色の渡し」（一色渡船）が路線に指定されていた。

### 路線データ
- 起点：伊勢市一色町（宇治山田港、三重県道201号宇治山田港伊勢市停車場線起点）
- 終点：伊勢市通町（通町1交差点、国道42号交点）
- 総延長：1.503 km

## 歴史
- 1962年（昭和37年）3月31日 - 県道宇治山田港線（県道番号576）が路線認定される。
- 1963年（昭和38年）3月5日 - 1962年（昭和37年）9月1日付けで道路の区域が一色渡船区間（水路）を含む「伊勢市神社港から同市通町まで」（延長1.530 km）に決定する。
- 1974年（昭和49年）4月16日 - 一色大橋の完成に伴い、同年4月1日付けで一色渡船区間（伊勢市神社港から同市一色町まで）が除外される。

一色大橋は、県道宇治山田港山田停車場線（現・県道宇治山田港伊勢市停車場線）に編入される。

## 地理

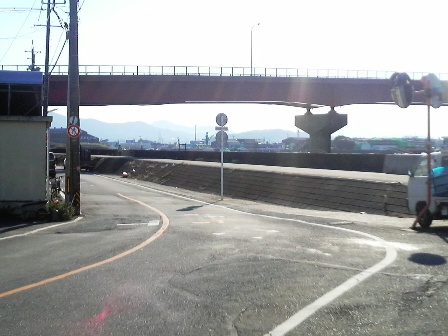
起点（2008年10月28日撮影）
手前が三重県道201号宇治山田港伊勢市停車場線、奥に走るのが三重県道576号宇治山田港線、上に見えているのは一色大橋

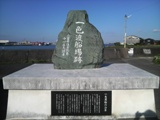
一色渡船場跡碑（2008年10月28日撮影）
起点のすぐ北側にある石碑

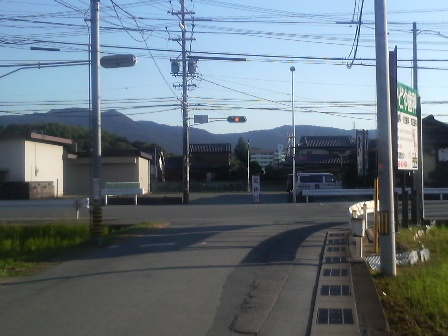
終点（2008年10月28日撮影）
手前が三重県道576号宇治山田港線、奥を左右に走るのが国道42号

### 通過する自治体
- 三重県
  - 伊勢市

### 交差する道路
| 交差する道路                                         | 交差する場所 | 交差する場所       |
| ---------------------------------------------------- | ------------ | ------------------ |
| 三重県道201号宇治山田港伊勢市停車場線                | 一色町       | 起点               |
| 国道42号 国道167号 重複 三重県道102号伊勢二見線 重複 | 通町         | 通町1交差点 / 終点 |

### 沿線
- 一色大橋 - 勢田川に架かる橋、本線は橋の下を通る。
- 国土交通省 勢田川排水機場
- 一色神社
- 昌久寺
- 一色保育園